# Wrzos (film)
Wrzos – polski film fabularny z 1938 roku. Film ten jest przedwojenną adaptacją powieści Marii Rodziewiczówny pt. Wrzos.

## Obsada
- Stanisława Angel-Engelówna (Kazia),
- Franciszek Brodniewicz (Andrzej Sanicki),
- Hanna Brzezińska (Celina),
- Mieczysław Cybulski (Stach Boguski),
- Mieczysława Ćwiklińska (Ramszycowa),
- Stanisława Wysocka (babka Stacha),
- Janina Janecka (macocha Kazi),
- Lidia Wysocka (Dębska),
- Wanda Jarszewska (Wolska),
- Kazimierz Junosza-Stępowski (prezes Sanicki),
- Aleksander Zelwerowicz (ojciec Kazi),
- Władysław Grabowski (hrabia Kołocki),
- Leszek Pośpiełowski (Radlicz),
- Ola Leszczyńska (Julka),
- Michalina Łaska (Józefiakowa, uboga),
- Jadwiga Bukojemska (plotkarka),
- Stanisława Kawińska (sąsiadka),
- Irena Skwierczyńska (kucharka),
- Wera Przygocka (córka Wolskiej),
- Roma Glan (córka Wolskiej),
- Ada Owidzka (znajoma Celiny),
- Julian Krzewiński (Jan),
- Henryk Małkowski (lichwiarz),
- Jerzy Kobusz (Antoś),
- Bronisław Dardziński (Ambroziak),
- Leopold Morozowicz (starzec)
- Elżbieta Antoszówna (znajoma Celiny i Andrzeja)
- Kazimiera Horbowska (kobieta rozmawiająca przez telefon)
- Kazimierz Szerszyński (znajomy Celiny i Andrzeja)

## Fabuła
Historia małżeństwa z rozsądku Andrzeja i Kazi. Andrzej pod naciskiem ojca, który grozi odcięciem go od pieniędzy godzi się poślubić Kazię. Z kolei Kazia zakochana jest w Stachu, jednak ten, zesłany na Sybir, najprawdopodobniej już nie żyje, zaś w domu Kazia musi znosić upokorzenia ze strony macochy. Andrzej proponuje Kazi układ, rodzaj małżeństwa na pokaz, gdzie każde będzie mogło robić co chce byle nie publicznie (sam Andrzej ma romans z Celiną, którego nie chce zakończyć). Z czasem Sanicki zakochuje się w swojej pięknej, skromnej i pracowitej żonie. Gdy on prowadzi hulaszczy tryb życia, Kazia pomaga biednym, wtedy też do jej życia powraca jej dawny ukochany (Stach). Ten nie wybacza jej zdrady. Dbając o innych ludzi i nie dbając o swoje zdrowie Kazia zaczyna chorować. Zaraża się tyfusem, po długiej walce z chorobą umiera. Andrzej przychodzi na pogrzeb i widzi tłumy ludzi, którym pomagała jego żona. Przychodzi na pogrzeb z bukietem wrzosu.